# Соколівське (заказник)
Соколі́вське — ботанічний заказник місцевого значення в Україні. Розташоване в межах Срібнянського району Чернігівської області, на південний схід від села Сокиринці. 
Площа 454 га. Статус присвоєно згідно з рішенням Чернігівського облвиконкому від 04.12.1978 року № 529; від 27.12.1984 року № 454; від 28.08.1989 року № 164. Перебуває у віданні ДП «Прилуцьке лісове господарство» (Сокиринське л-во, кв. 55-64). 
Статус присвоєно для збереження лісового масиву з високопродуктивними насадженнями дуба. У домішку — липа, горіх, плодові види.